# Bàndicut espinós de David
El bàndicut espinós de David (Echymipera davidi) és un marsupial de la família dels bàndicuts. Aquesta espècie és endèmica de Papua Nova Guinea.